# Seila montereyensis
Seila montereyensis är en snäckart som beskrevs av Bartsch 1907. Seila montereyensis ingår i släktet Seila och familjen Cerithiopsidae. Inga underarter finns listade i Catalogue of Life.